# Hymenoclea (Asteraceae)
Hymenoclea là một chi thực vật có hoa trong họ Cúc (Asteraceae).

## Loài
Chi Hymenoclea gồm các loài:
- Hymenoclea hemidioica
- Hymenoclea platyspina
- Hymenoclea sandersonii